# Campeonato Asiático de Futsal 2018
El Campeonato Asiático de Futsal de 2018 fue la 15.ª edición del Campeonato Asiático de Futsal, organizado por la Confederación Asiática de Fútbol (AFC). El torneo se llevó a cabo en China Taipéi entre el 1 y el 11 de febrero de 2018 y fueron 16 los equipos que participaron en el torneo.

## Clasificación
La clasificación se jugó del 15 de octubre al 12 de noviembre de 2017.

### Equipos clasificados
Los siguientes 16 equipos se clasificaron para el torneo final.
| - China Taipéi - Vietnam - Birmania - Tailandia - Malasia - Baréin | - Corea del Sur - China - Uzbekistán - Kirguistán - Irán | - Japón - Irak - Líbano - Tayikistán - Jordania |

## Estadios
La competencia se jugó en dos sedes en dos ciudades.
| Nueva Taipéi          | Nueva Taipéi Taipéi | Taipéi                               |
| --------------------- | ------------------- | ------------------------------------ |
| Gimnasio de Xinzhuang | Nueva Taipéi Taipéi | Gimnasio de la Universidad de Taipéi |
| Capacidad: 7,125      | Nueva Taipéi Taipéi | Capacidad: 1,000                     |
|                       | Nueva Taipéi Taipéi |                                      |

## Formato
El sorteo final se realizó el 12 de diciembre de 2017, 11:00 TWT (UTC+8), en el Sherwood Taipei en Taipéi. Los 16 equipos se dividieron en cuatro grupos de cuatro equipos.  Los equipos fueron sembrados de acuerdo a su desempeño en el torneo y clasificación final del Campeonato Asiático de Futsal de 2016, con los anfitriones Chinese Taipei sembrados automáticamente y asignados a la Posición A1 en el sorteo.
| Bombo 1                                | Bombo 2                       | Bombo 3                         | Bombo 4                                |
| -------------------------------------- | ----------------------------- | ------------------------------- | -------------------------------------- |
| China Taipéi Irán Uzbekistán Tailandia | Vietnam Japón Irak Kirguistán | China Malasia Líbano Tayikistán | Jordania Corea del Sur Baréin Birmania |

## Plantillas
Cada equipo debe registrar un escuadrón de 14 jugadores, de los cuales un mínimo de dos deben ser porteros (artículos 29.4 y 29.5 del Reglamento).

## Árbitros
Los siguientes árbitros fueron elegidos para el Campeonato Asiático de Futsal 2018.
| - Darius Turner - Hussain Ali Al-Bahhar - An Ran - Liu Jianqiao - Lee Po-fu - Mahmoudreza Nasirloo | - Hasan Mousa Al-Gburi - Tomohiro Kozaki - Kim Jong-hee - Nurdin Bukuev - Mohamad Chami - Helday Idang | - Rey Ritaga - Yuttakon Maiket - Azat Hajypolatov - Fahad Al-Hosani - Anatoliy Rubakov - Trương Quốc Dũng |

## Fase de grupos
Los dos mejores equipos de cada grupo avanzan a cuartos de final.
Formato
Los equipos se clasifican según los puntos (3 puntos por una victoria, 1 punto por un empate, 0 puntos por una pérdida), y si están empatados en puntos, se aplican los siguientes criterios de desempate, en el orden dado, para determinar la clasificación (Reglamento Artículo 11.5):
1. Puntos en enfrentamientos directos entre equipos empatados;
2. Diferencia de goles en los enfrentamientos entre equipos empatados;
3. Goles anotados en partidos cara a cara entre equipos empatados;
4. Si hay más de dos equipos empatados, y después de aplicar todos los criterios de enfrentamientos directos anteriores, un subconjunto de equipos aún está empatado, todos los criterios de enfrentamientos directos anteriores se vuelven a aplicar exclusivamente a este subconjunto de equipos;
5. Diferencia de goles en todos los partidos de grupo;
6. Goles marcados en todos los partidos de grupo;
7. Lanzamiento de penaltis si solo dos equipos están empatados y se encontraron en la última ronda del grupo;
8. Puntos disciplinarios (tarjeta amarilla = 1 punto, tarjeta roja como resultado de dos tarjetas amarillas = 3 puntos, tarjeta roja directa = 3 puntos, tarjeta amarilla seguida de tarjeta roja directa = 4 puntos);
9. Dibujo de lotes.

Todos los horarios son locales, TWT (UTC+8).
| Jornada   | Fechas                   | Partidos         |
| --------- | ------------------------ | ---------------- |
| Jornada 1 | 1 y 2 de febrero de 2018 | 1 vs. 4, 2 vs. 3 |
| Jornada 2 | 3 y 4 de febrero de 2018 | 4 vs. 2, 3 vs. 1 |
| Jornada 3 | 5 y 6 de febrero de 2018 | 1 vs. 2, 3 vs. 4 |

### Grupo A
| Pos. | Equipo       | PJ | PG | PE | PP | GF | GC | Dif. | Pts. |
| ---- | ------------ | -- | -- | -- | -- | -- | -- | ---- | ---- |
| 1    | Vietnam      | 3  | 2  | 0  | 1  | 6  | 4  | +2   | 6    |
| 2    | Baréin       | 3  | 1  | 1  | 1  | 6  | 5  | +1   | 4    |
| 3    | China Taipéi | 3  | 1  | 1  | 1  | 8  | 9  | -1   | 4    |
| 4    | Malasia      | 3  | 1  | 0  | 2  | 7  | 9  | -2   | 3    |

Fuente: AFC
| 1 de febrero de 2018 | Vietnam  | 1-2     | Malasia        | Gimnasio de Xinzhuang, Nueva Taipéi,                      |                                                           |
| 16:30                | Tùng 19' | Reporte | Nawai 36', 40' | Asistencia: 182 espectadores Árbitro(s): Azat Hajypolatov | Asistencia: 182 espectadores Árbitro(s): Azat Hajypolatov |

| 1 de febrero de 2018 | China Taipéi                    | 2-2     | Baréin                  | Gimnasio de Xinzhuang, Nueva Taipéi,                            |                                                                 |
| 19:00                | Tai-hsiang 30' · Chih-hung 36'2 | Reporte | Abdulla 27' · Saleh 39' | Asistencia: 1,000 espectadores Árbitro(s): Hasan Mousa Al-Gburi | Asistencia: 1,000 espectadores Árbitro(s): Hasan Mousa Al-Gburi |

| 3 de febrero de 2018 | Baréin       | 1-2     | Vietnam            | Gimnasio de Xinzhuang, Nueva Taipéi,                     |                                                          |
| 16:30                | Al-Sandi 28' | Reporte | Huy 18' · Luân 19' | Asistencia: 538 espectadores Árbitro(s): Tomohiro Kozaki | Asistencia: 538 espectadores Árbitro(s): Tomohiro Kozaki |

| 3 de febrero de 2018 | Malasia                                                    | 4-5     | China Taipéi                                         | Gimnasio de Xinzhuang, Nueva Taipéi,                  |                                                       |
| 19:00                | Ismail 27' · Nawi 33' · Tai-hsiang 35 (a.g)' · Effendy 38' | Reporte | Ming-hui 8', 32' · Chih-hung 13', 39' · Sheng-fa 21' | Asistencia: 2,477 espectadores Árbitro(s): Rey Ritaga | Asistencia: 2,477 espectadores Árbitro(s): Rey Ritaga |

| 5 de febrero de 2018 | China Taipéi | 1-3     | Vietnam                      | Gimnasio de Xinzhuang, Nueva Taipéi,                     |                                                          |
| 19:00                | Po-chun 19'  | Reporte | Tùng 29' · Hoa 30' · Huy 39' | Asistencia: 2,200 espectadores Árbitro(s): Mohamad Chami | Asistencia: 2,200 espectadores Árbitro(s): Mohamad Chami |

| 5 de febrero de 2018 | Malasia    | 1-3     | Baréin                          | Gimnasio de la Universidad de Taipéi, Taipéi,   |                                                 |
| 19:00                | Daniel 33' | Reporte | Abdulnabi 3', 7' · Al-Sandi 40' | Asistencia: 100 espectadores Árbitro(s): An Ran | Asistencia: 100 espectadores Árbitro(s): An Ran |

### Grupo B
| Pos. | Equipo        | PJ | PG | PE | PP | GF | GC | Dif. | Pts. |
| ---- | ------------- | -- | -- | -- | -- | -- | -- | ---- | ---- |
| 1    | Japón         | 3  | 3  | 0  | 0  | 13 | 6  | +7   | 9    |
| 2    | Uzbekistán    | 3  | 2  | 0  | 1  | 19 | 8  | +11  | 6    |
| 3    | Tayikistán    | 3  | 1  | 0  | 2  | 11 | 8  | +3   | 3    |
| 4    | Corea del Sur | 3  | 0  | 0  | 3  | 4  | 25 | -21  | 0    |

Fuente: AFC
| 1 de febrero de 2018 | Uzbekistán | 13-2    | Corea del Sur        | Gimnasio de la Universidad de Taipéi, Taipéi,             |                                                           |
| 16:30                | Yunusov 3' · Choriev 7', 8', 13' · Ropiev 16' · Nishonov 22' · Shavkatov 22' · Hanroev 26' · D. Rakhmatov 31' · A. Rakhmatov 37' · Adilov 40', 41' | Reporte | Yeong-cheol 25', 38' | Asistencia: 100 espectadores Árbitro(s): Fahad- Al-Hosani | Asistencia: 100 espectadores Árbitro(s): Fahad- Al-Hosani |

| 1 de febrero de 2018 | Japón                                            | 4-2     | Tayikistán                     | Gimnasio de la Universidad de Taipéi,                    |                                                          |
| 19:00                | Shimizu 1' · Nibuya 9' · Hoshi 11' · Morioka 37' | Reporte | Sardorov 6' · Alimakhmadov 13' | Asistencia: 100 espectadores Árbitro(s): Yuttakon Maiket | Asistencia: 100 espectadores Árbitro(s): Yuttakon Maiket |

| 3 de febrero de 2018 | Tayikistán                      | 2-4     | Uzbekistán                                   | Gimnasio de la Universidad de Taipéi, Taipéi,          |                                                        |
| 16:30                | Kuziev 18' · Salomov 39 (pen.)' | Reporte | Rakhmatov 9' · Choriev 12', 37' · Adilov 26' | Asistencia: 150 espectadores Árbitro(s): Nurdin Bukuev | Asistencia: 150 espectadores Árbitro(s): Nurdin Bukuev |

| 3 de febrero de 2018 | Corea del Sur               | 2-5     | Japón                                   | Gimnasio de la Universidad de Taipéi, Taipéi,         |                                                       |
| 19:00                | Young-jae 14' · Jin-woo 29' | Reporte | Morioka 11', 29', 30', 39' · Takita 37' | Asistencia: 683 espectadores Árbitro(s): Liu Jianqiao | Asistencia: 683 espectadores Árbitro(s): Liu Jianqiao |

| 5 de febrero de 2018 | Uzbekistán                     | 2-4     | Japón                                        | Gimnasio de la Universidad de Taipéi, Taipéi,                |                                                              |
| 16:30                | Abdumavlyanov 3' · Yunusov 26' | Reporte | Morioka 21' · Hoshi 24', 35' · Nishitani 38' | Asistencia: 96 espectadores Árbitro(s): Mahmoudreza Nasirloo | Asistencia: 96 espectadores Árbitro(s): Mahmoudreza Nasirloo |

| 5 de febrero de 2018 | Tayikistán                                                                                        | 7-0     | Corea del Sur | Gimnasio de Xinzhuang, Nueva Taipéi,                   |                                                        |
| 16:30                | Halimov 11' · Khojaev 12' · Salomov 20' · Sharipov 23' · Hamidov 25' · Vositzoda 27' · Kuziev 39' | Reporte |               | Asistencia: 138 espectadores Árbitro(s): Darius Turner | Asistencia: 138 espectadores Árbitro(s): Darius Turner |

### Grupo C
| Pos. | Equipo   | PJ | PG | PE | PP | GF | GC | Dif. | Pts. |
| ---- | -------- | -- | -- | -- | -- | -- | -- | ---- | ---- |
| 1    | Irán     | 3  | 3  | 0  | 0  | 30 | 4  | +26  | 9    |
| 2    | Irak     | 3  | 2  | 0  | 1  | 10 | 9  | +1   | 6    |
| 3    | China    | 3  | 1  | 0  | 2  | 8  | 18 | -10  | 3    |
| 4    | Birmania | 3  | 0  | 0  | 3  | 5  | 22 | -17  | 0    |

Fuente: AFC
| 2 de febrero de 2018 | Irak                                             | 4-2     | China                 | Gimnasio de la Universidad de Taipéi, Taipéi,             |                                                           |
| 16:30                | Jabar 23', 28' · Dakheel 39 (pen.)' · Hameed 40' | Reporte | Haitao 6' · Liang 11' | Asistencia: 100 espectadores Árbitro(s): Anatoliy Rubakov | Asistencia: 100 espectadores Árbitro(s): Anatoliy Rubakov |

|  | Irán | 14-0    | Birmania | Gimnasio de la Universidad de Taipéi, Taipéi,      |                                                    |
|  | Javid 1', 8', 22', 31' · Hassanzadeh 2', 4', 9', 39' · Tayyebi 6', 7', 15' · Alighadr 5' · Ahmadabbasi 35' · Oladghobad 37' | Reporte |          | Asistencia: 150 espectadores Árbitro(s): Lee Po-fu | Asistencia: 150 espectadores Árbitro(s): Lee Po-fu |

| 4 de febrero de 2018 | Birmania              | 2-3     | Irak                               | Gimnasio de la Universidad de Taipéi, Taipéi,            |                                                          |
| 16:30                | Lin 18' · Maung I 36' | Reporte | Khalid 15 (pen.)', 36' · Jabar 22' | Asistencia: 150 espectadores Árbitro(s): Yuttakon Maiket | Asistencia: 150 espectadores Árbitro(s): Yuttakon Maiket |

| 4 de febrero de 2018 | China    | 1-11    | Irán | Gimnasio de la Universidad de Taipeí, Taipéi,             |                                                           |
| 19:00                | Yang 20' | Reporte | Tayyebi 3', 14', 37' · Tavakoli 10', 27' · Javid 10', 14' · Shajari 14' · Hassanzadeh 21', 24' · Esmaeilpour 24' | Asistencia: 216 espectadores Árbitro(s): Anatoliy Rubakov | Asistencia: 216 espectadores Árbitro(s): Anatoliy Rubakov |

| 6 de febrero de 2018 | Irán                                                              | 5-3     | Irak                          | Gimnasio de la Universidad de Taipéi, Taipéi,                  |                                                                |
| 16:30                | Tayyebi 8', 38' · Hassanzadeh 12' · Oladghibad 26' · Tavakoli 31' | Reporte | Khalid 8' · Mohammed 29', 34' | Asistencia: 150 espectadores Árbitro(s): Hussain Ali Al-Bahhar | Asistencia: 150 espectadores Árbitro(s): Hussain Ali Al-Bahhar |

| 6 de febrero de 2018 | China                                                | 5-3     | Birmania                  | Gimnasio de Xinzhuang, Nueva Taipéi,                  |                                                       |
| 16:30                | Siming 10' · Yameng 14', 33' · Haitao 19' · Yang 21' | Reporte | Soe 1' · Maung I 35', 38' | Asistencia: 30 espectadores Árbitro(s): Darius Turner | Asistencia: 30 espectadores Árbitro(s): Darius Turner |

### Grupo D
| Pos. | Equipo     | PJ | PG | PE | PP | GF | GC | Dif. | Pts. |
| ---- | ---------- | -- | -- | -- | -- | -- | -- | ---- | ---- |
| 1    | Líbano     | 3  | 2  | 1  | 0  | 9  | 5  | +4   | 7    |
| 2    | Tailandia  | 3  | 2  | 0  | 1  | 15 | 7  | +8   | 6    |
| 3    | Kirguistán | 3  | 1  | 1  | 1  | 6  | 11 | --5  | 4    |
| 4    | Jordania   | 3  | 0  | 0  | 3  | 3  | 10 | -7   | 0    |

Fuente: AFC
| 2 de febrero de 2018 | Kirguistán                 | 2-2     | Líbano           | Gimnasio de Xinzhuang, Nueva Taipéi,                 |                                                      |
| 16:30                | Alimov 16' · Imanbekov 34' | Reporte | El-Dine 21', 28' | Asistencia: 50 espectadores Árbitro(s): Helday Idang | Asistencia: 50 espectadores Árbitro(s): Helday Idang |

| 2 de febrero de 2018 | Tailandia                                                                          | 5-1     | Jordania    | Gimnasio de Xinzhuang, Nueva Taipéi,                  |                                                       |
| 19:00                | Chaemchaoren 6', 18' · Sornwichian 9 (pen.)' · Chudech 32' · Kritsada Wongkaeo 35' | Reporte | Shaikha 20' | Asistencia: 150 espectadores Árbitro(s): Kim Jong-hee | Asistencia: 150 espectadores Árbitro(s): Kim Jong-hee |

| 4 de febrero de 2018 | Jordania   | 1-3     | Kirguistán                           | Gimnasio de Xinzhuang, Nueva Taipéi,                          |                                                               |
| 16:30                | Shabib 27' | Reporte | Alimov 8' · Uulu 11' · Imanbekov 34' | Asistencia: 150 espectadores Árbitro(s): Hasan Mousa Al-Gburi | Asistencia: 150 espectadores Árbitro(s): Hasan Mousa Al-Gburi |

| 4 de febrero de 2018 | Líbano                                                             | 5-2     | Tailandia                                       | Gimnasio de Xinzhuang, Nueva Taipéi,                           |                                                                |
| 19:00                | Kobeissy 3' · El-Dine 5' · Tneich 22' · Zeitoun 25' · El-Homsi 39' | Reporte | Mohammad Abou Zeid 27 (a.g.)' · Thueanklang 29' | Asistencia: 280 espectadores Árbitro(s): Hussain Ali Al-Bahhar | Asistencia: 280 espectadores Árbitro(s): Hussain Ali Al-Bahhar |

| 6 de febrero de 2018 | Tailandia                                                                                  | 8-1     | Kirguistán   | Gimnasio de la Universidad de Taipéi, Taipéi,       |                                                     |
| 19:00                | Thueanklang 3', 21', 31 (pen.)' · Chaemcharoen 20', 20' · Madyalan 31' · Chudech] 33', 40' | Reporte | Salibaev 37' | Asistencia: 268 espectadores Árbitro(s): Rey Ritaga | Asistencia: 268 espectadores Árbitro(s): Rey Ritaga |

| 6 de febrero de 2018 | Líbano                    | 2-1     | Jordania   | Gimnasio de Zinzhuang, Nueva Taipéi,                     |                                                          |
| 19:00                | El-Homsi 15' · Tneich 26' | Reporte | Samara 12' | Asistencia: 15 espectadores Árbitro(s): Trương Quốc Dũng | Asistencia: 15 espectadores Árbitro(s): Trương Quốc Dũng |

## Ronda final
En la etapa eliminatoria, el tiempo extra y la tanda de penaltis se usan para decidir el ganador si es necesario, excepto para el partido por el tercer lugar donde la tanda de penaltis (sin tiempo extra) se usa para decidir el ganador si es necesario (Artículo 15.1 del Reglamento).

### Soporte
|  | Cuartos de final | Cuartos de final |               |            | Semifinales  | Semifinales  |  |  | Final         | Final |
|  |                  |                  |               |            |              |              |  |  |               |       |
|  | 8 de febrero     |                  |               |            |              |              |  |  |               |       |
|  |                  |                  |               |            |              |              |  |  |               |       |
|  | Líbano           | 2 (8)            |               |            |              |              |  |  |               |       |
|  | Líbano           | 2 (8)            | 9 de febrero  |            |              |              |  |  |               |       |
|  | Irak             | 2 (9)            |               |            |              |              |  |  |               |       |
|  | Irak             | 2 (9)            | Irak          | 0          |              |              |  |  |               |       |
|  | 8 de febrero     |                  | Irak          | 0          |              |              |  |  |               |       |
|  |                  | Japón            | 3             |            |              |              |  |  |               |       |
|  | Japón            | Japón            | 3             | 2          |              |              |  |  |               |       |
|  | Japón            |                  | 11 de febrero | 2          |              |              |  |  |               |       |
|  | Baréin           | 0                |               |            |              |              |  |  |               |       |
|  | Baréin           | 0                | Japón         | 0          |              |              |  |  |               |       |
|  | 8 de febrero     |                  | Japón         | 0          |              |              |  |  |               |       |
|  |                  | Irán             | 4             |            |              |              |  |  |               |       |
|  | Irán             | Irán             | 4             | 9          |              |              |  |  |               |       |
|  | Irán             | 9 de febrero     |               | 9          |              |              |  |  |               |       |
|  | Tailandia        | 1                |               |            |              |              |  |  |               |       |
|  | Tailandia        | 1                | Irán          | 7          | Tercer lugar | Tercer lugar |  |  |               |       |
|  | 8 de febrero     |                  | Irán          | 7          |              |              |  |  |               |       |
|  |                  | Uzbekistán       | 1             |            |              |              |  |  |               |       |
|  | Vietnam          | Uzbekistán       | 1             | 1          | Irak         | 4 (1)        |  |  |               |       |
|  | Vietnam          |                  |               | 1          | Irak         | 4 (1)        |  |  |               |       |
|  | Uzbekistán       | 3                |               | Uzbekistán | 4 (2)        |              |  |  |               |       |
|  | Uzbekistán       | 3                |               |            | 4 (2)        |              |  |  |               |       |
|  |                  |                  |               |            |              |              |  |  | 11 de febrero |       |
|  |                  |                  |               |            |              |              |  |  |               |       |

### Cuartos de final
| 8 de febrero de 2018 | Líbano | 2-2 (8-9 p.)               | Irak                                                                                         | Gimnasio de Xinzhuang, Nueva Taipéi,                   |                                                        |
| 16:00                | Koussan 11' · Tneich 22'                                                                                    | Reporte                    | Faisal 7', 26'                                                                               | Asistencia: 200 espectadores Árbitro(s): Nurdin Bukuev | Asistencia: 200 espectadores Árbitro(s): Nurdin Bukuev |
|                      | | Tiros desde el punto penal |                                                                                              |                                                        |                                                        |
|                      | - El-Dine - K. Zeid - Tneich - Zeitoun - El-Homsi - Mohamad Kobeissy - Hamadani - Hammoud - M. Zeid - Rhyem |                            | - Khalid - Abdeen - Dakheel - Bachay - Ali - Mahdi - Riyadh - Al-Zubialdi - Mohammed - Zeyad |                                                        |                                                        |

| 8 de febrero de 2018 | Japón                                                                                     | 9-1     | Tailandia       | Gimnasio de Xinzhuang, Nueva Taipéi,                     |                                                          |
| 16:00                | Esmaeilpour 1', 3' · Hassanzadeh 4' · Tayyebi 5', 16', 36' · Javid 21' · Shajari 24', 35' | Reporte | Sornwichian 22' | Asistencia: 300 espectadores Árbitro(s): Tomohiro Kozaki | Asistencia: 300 espectadores Árbitro(s): Tomohiro Kozaki |

| 8 de febrero de 2018 | Japón                  | 2-0     | Baréin | Gimnasio de la Universidad de Taipéi, Taipéi,                 |                                                               |
| 19:00                | Saito 7' · Shimizu 28' | Reporte |        | Asistencia: 266 espectadores Árbitro(s): Mahmoudreza Nasirloo | Asistencia: 266 espectadores Árbitro(s): Mahmoudreza Nasirloo |

| 8 de febrero de 2018 | Vietnam  | 1-3     | Uzbekistán                            | Gimnasio de Xinzhuang, Nueva Taipéi,                   |                                                        |
| 19:00                | Luân 28' | Reporte | Adilov 8' · Choriev 28' · Hamroev 39' | Asistencia: 350 espectadores Árbitro(s): Mohamad Chami | Asistencia: 350 espectadores Árbitro(s): Mohamad Chami |

### Semifinales
| 9 de febrero de 2018 | Irak | 0-3     | Japón                                  | Gimnasio de Xinzhuang, Nueva Taaipéi,               |                                                     |
| 16:00                |      | Reporte | Morioka 1' · Nishitani 6' · Murota 19' | Asistencia: 450 espectadores Árbitro(s): Rey Ritaga | Asistencia: 450 espectadores Árbitro(s): Rey Ritaga |

| 9 de febrero de 2018 | Irán                                                        | 7-1     | Uzbekistán       | Gimnasio de Xinzhuang, Nueva Taipéi,            |                                                 |
| 19:00                | Javid 2', 15', 16' · Hassanzadeh 3', 30' · Tayyebi 10', 34' | Reporte | A. Rakhmatov 39' | Asistencia: 740 espectadores Árbitro(s): An Ran | Asistencia: 740 espectadores Árbitro(s): An Ran |

### Tercer lugar
| 11 de febrero de 2018 | Irak                                            | 4-4 (1-2 p.)               | Uzbekistán                                  | Gimnasio de Zinzhuang, Nueva Taipéi,                  |                                                       |
| 16:00                 | Ali 14' · Khalid 20' · Faisal 22' · Dakheel 34' | Reporte                    | Choriev 2' · Yunusov 25', 39' · Hamroev 27' | Asistencia: 889 espectadores Árbitro(s): Helday Idang | Asistencia: 889 espectadores Árbitro(s): Helday Idang |
|                       |                                                 | Tiros desde el punto penal |                                             |                                                       |                                                       |
|                       | - Khalid - Dakheel - Abdeen                     |                            | - Abdurakhamanov - Nishonov - Sviridov      |                                                       |                                                       |

### Final
| 11 de febrero de 2018 | Japón | 0-4     | Irán                                              | Gimnasio de Xinzhuang, Nueva Taipéi,                     |                                                          |
| 19:00                 |       | Reporte | Hassanzadeh 19', 28' · Tavakoli 21' · Tayyebi 39' | Asistencia: 1,750 espectadores Árbitro(s): Mohamad Chami | Asistencia: 1,750 espectadores Árbitro(s): Mohamad Chami |

## Goleadoras
Hubo 203 goles en 32 partidos, para un promedio de 6.34 goles por partido.
14 goles
- Hossein Tayyebi

12 goles
- Ali Asghar Hassanzadeh

10 goles
- Mahdi Javid

7 goles
| - Kaoru Morioka | - Davron Choriev |  |

4 goles
| - Farhad Tavakoli - Waleed Khalid | - Apiwat Chaemcharoen - Suphawut Thueanklang | - Mashrab Adilov - Artur Yunusov |

3 goles
| - Lin Chich-hung - Ahmad Esmaeilpour - Mohammad Shajan - Salim Faisal | - Hassan Ali Jabar - Shota Hoshi - Ahmad Kheir - Ali Tneich | - Awalluddin Nawi - Pyae Phyo Maung I - Jetsada Chudech - Ilhomjon Hamroev |

2 goles
| - Ahmed Abdulnabi - Mohamed Al-Sandi - Gu Haitao - Xu Yang - Zhang Yameng - Lai Ming-hui - Moslem Oladghobad - Hasan Dakheel | - Firas Mohammed - Ryosuke Nishitani - Kazuya Shimizu - Maksat Alimov - Adilet Imanbekov - Ali El-Homsi - Jang Yeong-cheol - Umed Kuziev | - Dilshod Salomov - Jirawat Sornwichian - Farkhod Abdumaviyanov - Anaskhon Rakhmatov - Dilshod Rakhmatov - Nguyễn Đắc Huy - Phùng Trọng Luân - Vũ Đức Tùng |

1 gol
| - Mohamed Abdulla - Sli Saleh - Shen Siming - Zhao Liang - Chi Sheng-fa - Huang Po-chun - Huang Tai-hsiang - Saeid Ahmadabbasi - Mehran Alighadr - Ziad Ali - Rafid Hameed - Yuki Murota - Kazuhiro Nibuya - Koichi Saito - Manabu Takita | - Qais Shabib - Abdel Samara - Musa Abu Shaikha - Iuldashbai Salimbaev - Manas Abdrasul Uulu - Mohamad Kobeissy - Kassem Koussan - Hassan Zeitoun - Aizad Daniel - Khairul Effendy - Azwann Ismail - Khin Zaw Lin - Nyein Min Soe - Chun Jin-woo | - Park Young-jae - Shavqat Halimov - Rustam Hamidov - Bahodur Khojaev - Nekruuz Alimakhmadov - Fayzali Sardorov - Rahmonali Sharipov - Iqboli Vositzoda - Nattawut Madyalan - Kritsada Wongkaeo - Khusniddin Nishonov - Ikhtiyor Ropiev - Dilmurod Shavkatov - Phạm Đức Hoa |

Autogoles
| - Huang Tai-hsiang (contra Malasia) | - Mohammad Abou Zeid (contra Líbano) |  |

## Clasificación por equipos de torneo
Según la convención estadística en el fútbol, los partidos decididos en el tiempo extra se cuentan como victorias y derrotas, mientras que los partidos decididos por penales se cuentan como empates.
| Pos. | Equipo        | PJ | PG | PE | PP | GF | GC | Dif. | Pts. |
| ---- | ------------- | -- | -- | -- | -- | -- | -- | ---- | ---- |
| 1    | Irán          | 6  | 6  | 0  | 0  | 50 | 6  | +44  | 18   |
| 2    | Japón         | 6  | 5  | 0  | 1  | 18 | 10 | +8   | 15   |
| 3    | Uzbekistán    | 6  | 3  | 1  | 2  | 27 | 20 | +7   | 10   |
| 4    | Irak          | 6  | 2  | 2  | 2  | 16 | 18 | -2   | 8    |
| 5    | Líbano        | 4  | 2  | 2  | 0  | 11 | 7  | +4   | 8    |
| 6    | Tailandia     | 4  | 2  | 0  | 2  | 17 | 17 | 0    | 6    |
| 7    | Vietnam       | 4  | 2  | 0  | 2  | 7  | 7  | 0    | 6    |
| 8    | Baréin        | 4  | 1  | 1  | 2  | 6  | 7  | -1   | 4    |
| 9    | China Taipéi  | 3  | 1  | 1  | 1  | 8  | 9  | -1   | 4    |
| 10   | Kirguistán    | 3  | 1  | 1  | 1  | 6  | 11 | -5   | 4    |
| 11   | Tayikistán    | 3  | 1  | 0  | 2  | 11 | 8  | +3   | 3    |
| 12   | Malasia       | 3  | 1  | 0  | 2  | 7  | 9  | -2   | 3    |
| 13   | China         | 3  | 1  | 0  | 2  | 8  | 18 | -10  | 3    |
| 14   | Jordania      | 3  | 0  | 0  | 3  | 3  | 10 | -7   | 0    |
| 15   | Birmania      | 3  | 0  | 0  | 3  | 5  | 22 | -17  | 0    |
| 16   | Corea del Sur | 3  | 0  | 0  | 3  | 4  | 25 | -21  | 0    |

Fuente: AFC